# Graafschap Leiningen-Dagsburg-Falkenburg
Het graafschap Leiningen-Dagsburg-Falkenburg was een tot de Boven-Rijnse Kreits behorend graafschap binnen het Heilige Roomse Rijk.
Het gebied van de graven bestond uit twee delen, namelijk een deel van het graafschap Leiningen, genaamd Leiningen-Falkenburg in Rijnland-Palts en het graafschap Dagsburg (Dabo) in Lotharingen. Na de verplaatsing rond 1612 van de residentie naar Heidesheim wordt de naam van het graafschap Leiningen-Heidesheim.

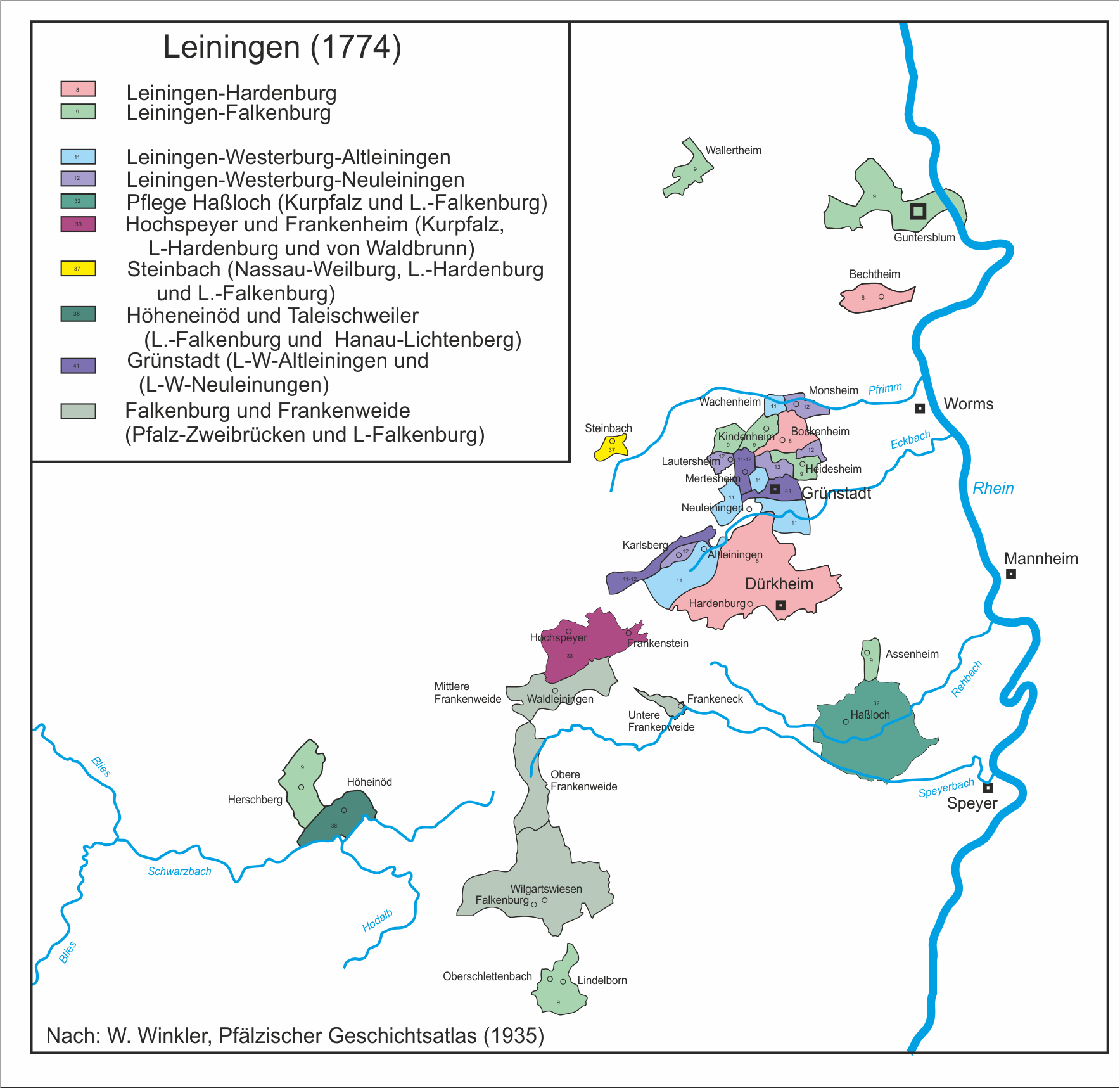
kaart van de graafschappen in 1774

## Het graafschap na 1560
In 1560 deelden de twee zonen van graaf Emich X van Leiningen het graafschap Leiningen-Hardenburg. Hierbij kwam de jongste zoon, Emich XI in het bezit van het slot Falkenburg met het bijbehorende ambt en een aantal zeer verspreid gelegen plaatsen. In het ambt Falkenburg was de graaf geen alleenheerser, want hij deelde de macht met de hertog van Palts-Zweibrücken.
Het graafschap Dagsburg bleef in gemeenschappelijk bezit tot 1613. Toen werd het verdeeld, waarbij de helft die Leiningen-Falkenburg kreeg op zijn beurt door twee broers Johan Lodewijk en Philip George gedeeld werd zodat het resultaat was dat Leiningen-Falkenburg ¼ deel van het graafschap bestuurde. Deze broers lieten van 1608 tot 1612 een slot bouwen in Heidesheim. Het graafschap Leiningen-Falkenburg werd vervolgens ook wel Leiningen-Heidenheim genoemd.
In 1680 werd de Falkenburg opgeblazen door het Franse leger, waarna het plaatselijke bestuur naar het nabijgelegen Wilgartswiesen werd verlegd.
Na de dood van graaf Emich XIII in 1657 ontstonden er door een nieuw deling de volgende drie takken:
1. het graafschap Leiningen-Heidesheim, gesticht door George Willem, kreeg het merendeel van de bezittingen
2. het graafschap Leiningen-Dagsburg, gesticht door Emich Christiaan, kreeg ¼ van het graafschap Dagsburg. In 1688 kwam daar de dood van Johan Casimir nog ¼ deel bij.
3. het graafschap Leiningen-Guntersblum, gesticht door Johan Lodewwijk, kreeg het ambt Guntersblum.

In 1709 stierf de tak Leiningen-Dagsburg uit met graaf Frederik. De bezittingen vallen terug aan de hoofdtak in Heidesheim. De hoofdtak sterft in 1766 uit met graaf Christiaan Karel, waarna Frederik Theodoor Lodewijk als laatste wettige opvolger alle bezittingen weer herenigd.
Zijn overlijden in 1774 maakt een eind aan het zelfstandige graafschap. Graaf Karel Frederik van Leiningen-Hardenburg herenigt de verschillende delen van de graafschappen Leiningen en Dagsburg. In 1779 wordt hij tot rijksvorst van Leiningen verheven.
Hij draagt zijn aandeel aan het ambt Falkenburg in 1785 over aan Palts-Zweibrücken.

## De onwettige tak Leiningen-Guntersblum
De broers Willem Karel en Wenzel Josef van Leiningen-Guntersblum waren nakomelingen van graaf Johan Lodewijk uit een buitenechtelijke verbinding. Zij maakten aanspraak op de erfenis van hun voorvader en een proces bij de Rijkshofraad in Wenen leidde in 1782, 1783 en 1784 tot uitspraken die hun aanspraken erkenden. Dit leidde in 1787 tot een vergelijk met de vorst van Leiningen, waarbij ze in het bezit gesteld werden van 2 ambten van het voormalige graafschap Leiningen-Falkenburg, namelijk Guntersblum voor Willem Karel en Heidesheim voor Wenzel Josef. De rest van het voormalige graafschap bleef deel van het vorstendom Leiningen.

## Bezittingen van Leiningen-Falkenburg[1]
- het slot te Heidesheim met de dorpen Heidesheim, Colgenstein, Mühlheim, Kindenheim, Biedesheim, Assenheim
- het slot Falkenburg met Wilgartswiesen, Hochstätten met zijn onderhorigheden, met name de Frauenweide, dit alles gemeenschappelijk met Palts-Zweibrücken;
- het slot Lindelbrunn met Vorderweidenthal, Oberschlettenbach, Darstein, Dimbach;
- de pastorie Herschberg met toebehoren, verder Thaleischweiler en Höheinöd, gemeenschappelijk met Hanau-Lichtenberg; de 2 laatste dorpen werden in 1791 aan de graaf van Sickingen overgedragen;
- de Pflege over de dorpen Haβloch, Böhl en Iggelheim, gemeenschappelijk met Keurpalts;
- de heerlijkheden Guntersblum und Wallertheim, Waldhilbersheim, Dolgesheim;
- de aan Keur-Trier leenroerige heerlijkheid Oberstein op de Hundsrücken met Diefenbach, Idder, Hellerheistein, Gedrescheid, Fischbach, Fisch; waarbij de Iderbann behoorde tot het ongedeelde graafschap Sponheim;
- de aan Keur-Palts leenroerige heerlijkheid Broich in het hertogdom Berg

Bij het uitsterven van de linie Heidesheim in 1766 werd de heerlijkheid Oberstein door Keur-Trier opgeëist en de heerlijkheid Broich door prins Georg van Hessen-Darmstadt, echtgenoot van de oudste dochter van graaf Karl Reinhard te Heidesheim.
De beide grafelijke linies Leiningen-Dagsburg-Hardenburg en Leiningen-Dagsburg-Falkenburg bezaten gemeenschappelijk
- Steinbach am Donnersberg, waarvan Nassau-Weilburg ¼, Leiningen-Hardenburg ¼ und Leiningen-Falkenburg 2/4 bezat;
- de heerlijkheid Saalstadt met de pastorie Wallhalben, Hettenhausen;
- Weyersheim à la Haute Tour bij Brumath, gemeenschappelijk met het prinsbisdom Straatsburg;
- Het graafschap Dagsburg in de Neder-Elzas
- de heerlijkheden Asprermont, Forbach en Rixingen, Rauschenburg met Oberbronn in Lotharingen en de Nederelzas, waarvan Oberbrunn en Forbach ook in de titels van de graven van Leiningen-Westerburg te Grünstadt voorkomen.

## Regenten
| regering  | naam                       | geboren    | overleden  | familie               |
| --------- | -------------------------- | ---------- | ---------- | --------------------- |
| 1540-1593 | Emich XI                   | 15-12-1540 | 13-03-1593 | zoon van Emich X      |
| 1593-1625 | Johan Lodewijk             | 08-05-1579 | 19-06-1625 | zoon                  |
| 1625-1657 | Emich XIII                 | 12-06-1612 | 08-03-1657 | zoon                  |
| 1657-1672 | George Willem              | 08-03-1636 | 18-07-1672 | zoon                  |
| 1672-1699 | Johan Karel August         | 17-03-1662 | 03-11-1698 | zoon                  |
| 1698-1766 | Christiaan Karel Reinhard  | 07-07-1695 | 17-11-1766 | zoon                  |
| 1766-1774 | Frederik Theodoor Lodewijk | 07-09-1715 | 30-09-1774 | Leiningen-Guntersblum |